# Édouard Louis
Édouard Louis, geboren als Eddy Bellegueule (Hallencourt, Somme, Frankrijk, 30 oktober 1992) is een Franse schrijver.

## Biografie
Eddy Bellegueule is geboren en opgegroeid in een arme familie in het noorden van Frankrijk. Zijn vader, een fabrieksarbeider, werd wegens zijn langdurige zware lichamelijke werk invalide, arbeidsongeschikt en werkloos. Zijn moeder had af en toe werk in de ouderenzorg. De familie moest leven van de bijstand. De armoede, het racisme, het alcoholisme en de afschuw van zijn homoseksualiteit waarmee Louis tijdens zijn jeugd werd geconfronteerd, zijn de voornaamste onderwerpen van zijn literaire werk.
Hij ging als eerste van zijn familie naar de universiteit en werd in 2011 toegelaten tot de École Normale Supérieure in Parijs.. In dezelfde periode ontwikkelde hij zijn schrijverschap. Intellectueel is hij sterk geïnspireerd door de Franse socioloog Pierre Bourdieu.
In 2013 veranderde hij zijn naam officieel in Édouard Louis. Hij uitte dat ook literair door in januari 2014 de autobiografische roman En finir avec Eddy Bellegueule te publiceren (in het Nederlands vertaald als Weg met Eddy Bellegueule). Dit boek kreeg veel media-aandacht en werd door critici geprezen om zijn literaire verdiensten en het meeslepende verhaal. Bovendien gaf het boek aanleiding tot discussie en controverse over de perceptie van de arbeidersklasse.
In 2016 verscheen zijn tweede roman, Histoire de la violence (in het Nederlands verschenen met als titel Geschiedenis van geweld), eveneens autobiografisch. Het boek begint met de beschrijving van een maniakale schoonmaakactie in de vroege ochtend na kerstavond 2012. De schoonmaakwoede wordt veroorzaakt doordat hij 's nachts bijna is vermoord, bestolen en verkracht door Reda, een jongen met wie hij vlak daarvoor nog een leuke avond heeft doorgebracht. Édouard Louis probeert de oorzaken van het geweld te begrijpen en keert daarvoor terug naar Reda's verleden en jeugd en de armoede waarin hij leefde, en ook op het koloniale verleden van Frankrijk. Een Nederlandse toneelbewerking van de roman, gemaakt door Abdel Daoudi, verscheen in 2022.
In 2018 publiceerde Louis zijn derde autobiografische roman, Qui a tué mon père (Nederlandse titel Ze hebben mijn vader vermoord). Het is een hommage aan zijn vader en een aanklacht tegen het kapitalisme en de politieke elite die de lagere klassen de rekening laat betalen van hun beleid. In 2020 maakte toneelregisseur Ivo van Hove een toneeladaptatie in de vorm van een monoloog door acteur Hans Kesting. De voorstelling werd afgelast vanwege de coronapandemie en later alsnog uitgevoerd.
In 2021 verscheen de roman Combats et métamorphoses d'une femme (Nederlandse titel Strijd en metamorfose van een vrouw) over het leven van zijn moeder.
In 2022 verscheen Changer: Méthode (Nederlandse titel Veranderen: methode), een autobiografie in de vorm van twee fictieve brieven, aan zijn vader en aan zijn beste vriendin.
In 2024 verschenen Monique s'évade (Nederlandse titel Monique ontsnapt), een roman over de tweede keer dat zijn moeder partnergeweld ontvluchtte, en L'effondrement (nog niet in het Nederlands vertaald), over het leven en de plotselinge dood van zijn broer.

## Prijzen
- 2014: Prix Pierre Guénin, tegen homofobie en voor gelijke rechten, voor zijn werk En finir avec Eddy Bellegueule
- 2024: Prix Les Inrockuptibles, prijs voor de beste Franse roman, voor L'effondrement

## Adaptaties
Werk van Louis is diverse malen bewerkt voor het toneel:
- 2020: Qui a tué mon père, gespeeld door Édouard Louis zelf, in een regie van Thomas Ostermeier. Coproductie: Théâtre de la Ville (Parijs) en Schaubühne am Lehniner Platz (Berlijn). In februari 2021 te zien in Stadsschouwburg Amsterdam tijdens het festival Brandhaarden, waarin Louis centraal stond.
- 2020: Weg met Eddy Bellegueule, theatrale en muzikale bewerking van het gelijknamige boek door Eline Arbo bij Toneelschuur Producties, waarvoor ze de VSCD-regieprijs ontving. De vier spelers werden genomineerd voor de Louis d'Or. Ook werd de voorstelling geselecteerd voor het Nederlands Theater Festival.
- 2020: Wie heeft mijn vader vermoord, theatermonoloog door Hans Kesting, geregisseerd door Ivo van Hove bij Internationaal Theater Amsterdam.
- 2021: Gevechten en metamorfosen van een vrouw, regie van Ivo van Hove bij Internationaal Theater Amsterdam, met onder anderen Marieke Heebink (moeder) en Majd Mardo (Eddy).
- 2022: Geschiedenis van Geweld, coproductie Toneelschuur Producties/Theater Oostpool, regie Abdel Daoudi. Acteur Eelco Smits won voor zijn vertolking van Eddy de Louis d'Or 2023.
- 2024: Weg met Eddy Bellegueule, remake van Eline Arbo voor Internationaal Theater Amsterdam, deels met dezelfde cast.

Daarnaast schreef Louis, samen met de Zwitserse regisseur Milo Rau, in 2021 een theatermonoloog die in 2023 bij NTGent in première ging, gespeeld door de sterk op Louis lijkende acteur Arne De Tremerie.
- Bibsys: 14039855
- Biblioteca Nacional de España: XX5494494
- Bibliothèque nationale de France: cb16684721j (data)
- Catàleg d'autoritats de noms i títols de Catalunya: 981058612361406706
- CiNii: DA18444875
- Gemeinsame Normdatei: 104940811X
- International Standard Name Identifier: 0000 0004 1036 4553
- Library of Congress Control Number: no2013071820
- Nationale Bibliotheek van Letland: 000265250
- Bibliotheek van het Japanse parlement: 001202787
- Nationale Bibliotheek van Tsjechië: xx0220680
- Nationale Bibliotheek van Israël: 987007419149305171
- Nationale en Universitaire bibliotheek Zagreb: 000729357
- Nederlandse Thesaurus van Auteursnamen: 377440639
- Réseau des bibliothèques de Suisse occidentale: 02-A023251241
- Istituto Centrale per il Catalogo Unico: MODV652547
- Système universitaire de documentation: 168539357
- Virtual International Authority File: 300174885